# 雷尼克 (密蘇里州)
雷尼克（英語：Renick）是位於美國密蘇里州蘭道夫縣的村。

## 人口
根據2020年美國人口普查的數據，雷尼克的面積為0.93平方千米，皆為陸地。當地共有人口154人，而人口密度為每平方千米166人。